# Cumulonimbus

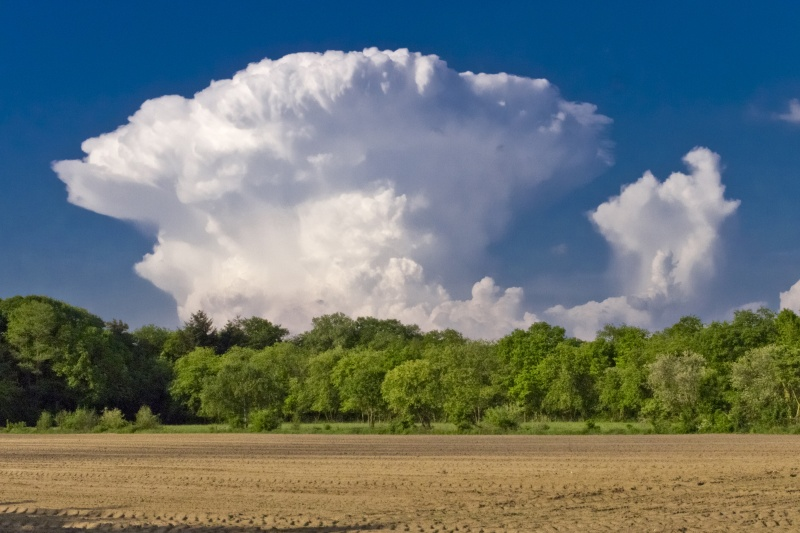
Cumulonimbus boven Nederland

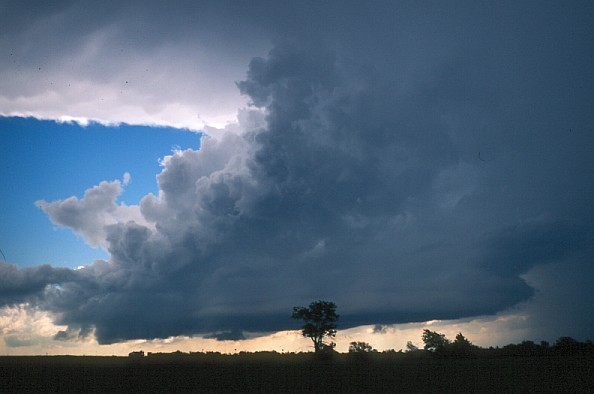
Cumulonimbus in centraal Oklahoma

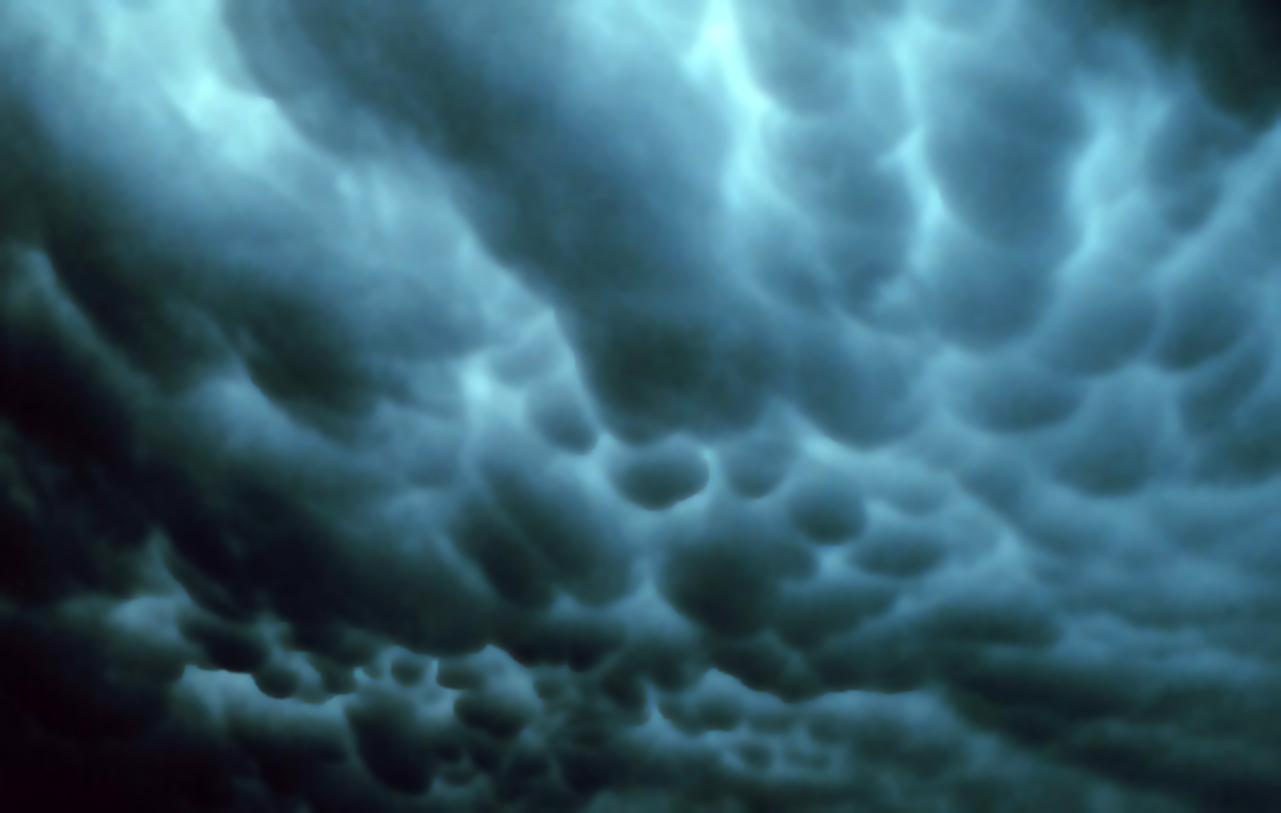
Cumulonimbus mammatus in Tulsa, Oklahoma

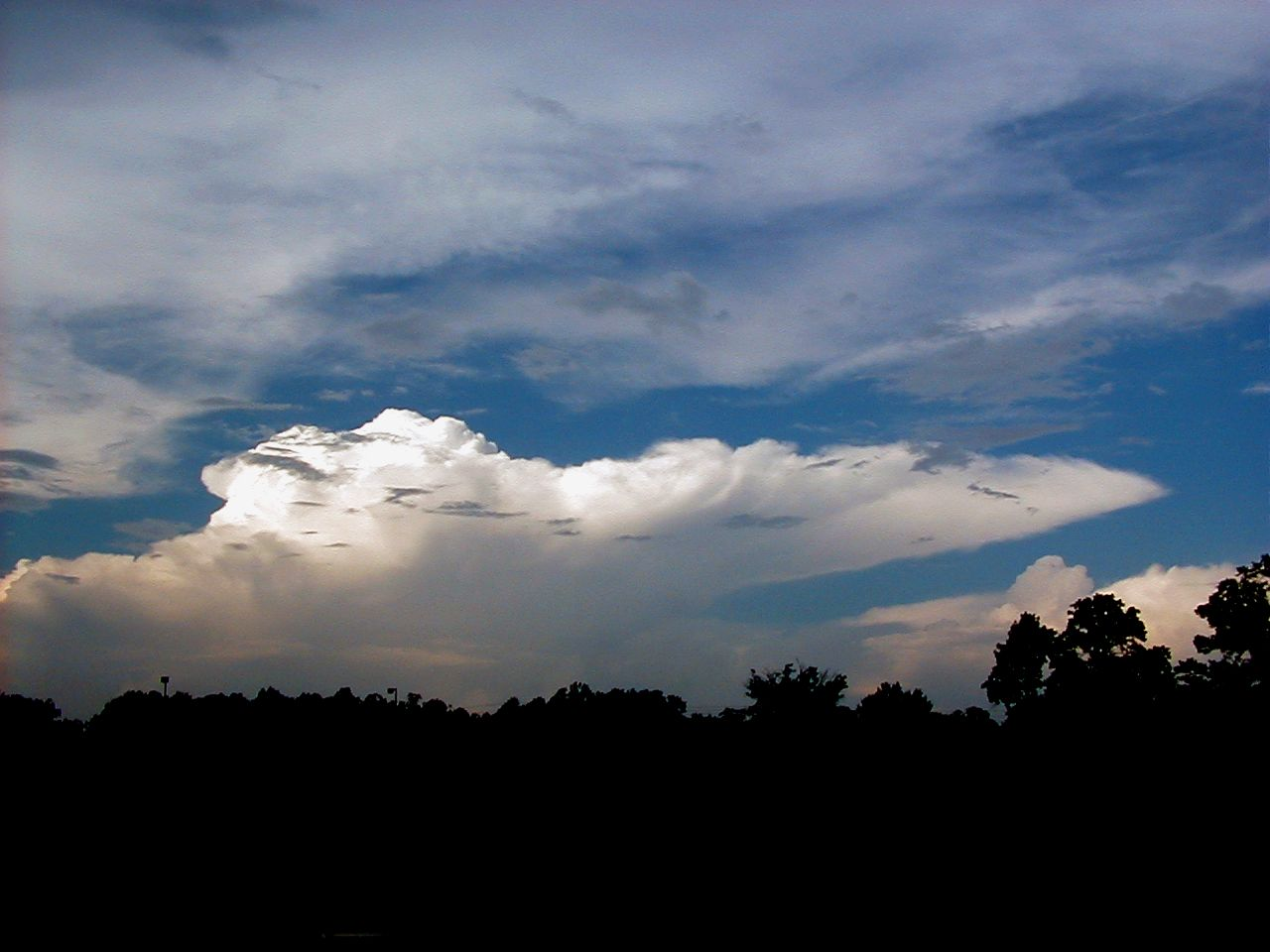
Aambeeldvormige cumulonimbus

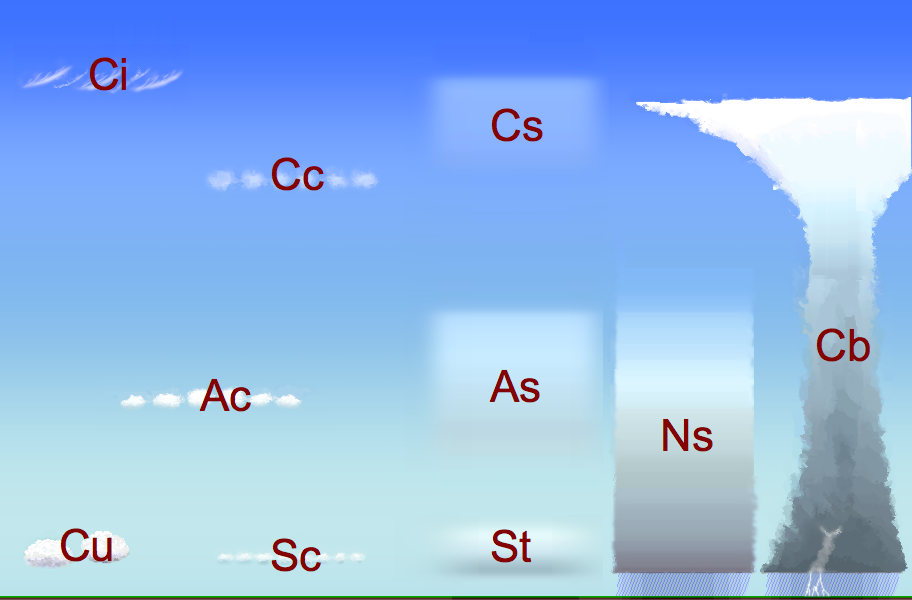

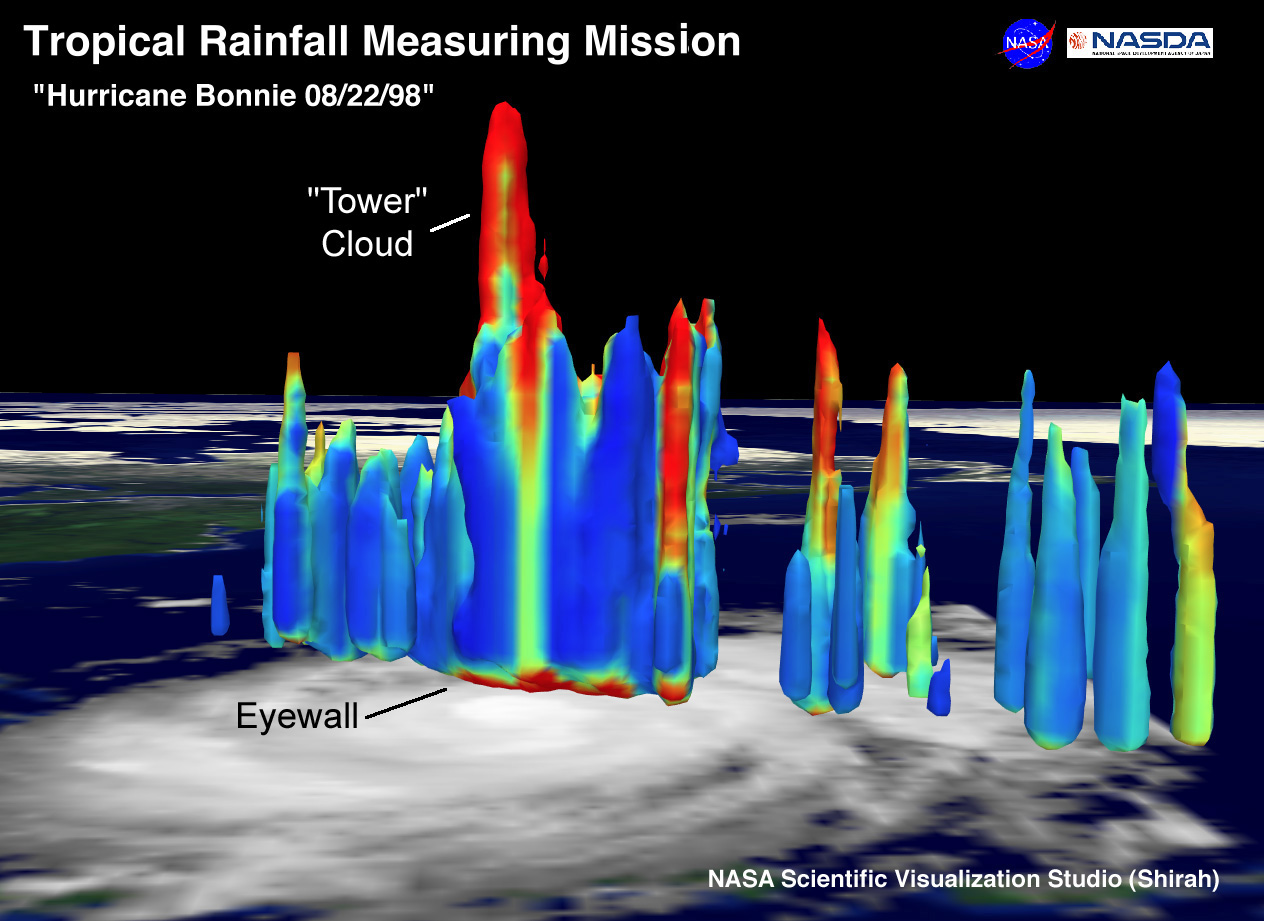
Hot Tower in orkaan Bonnie 1998. De hoogte van de wolken is overdreven.

De cumulonimbus, onweerswolk of buienwolk is een type wolk (wolkengeslacht) dat een lage wolkenbasis heeft, maar zeer hoog en dicht kan zijn. Buien zijn het resultaat wanneer deze wolken beginnen uit te regenen of te sneeuwen. Ook onweer is een vaak voorkomend verschijnsel. In de volksmond wordt de wolkensoort regelmatig donderwolk genoemd.
De cumulonimbus kan tot meer dan 15 kilometer hoogte in de troposfeer uitgroeien, met een paddenstoel- of aambeeldvormig uiterlijk en daarboven een ijskap (Pileus). De wolkenbasis is afhankelijk van de luchttemperatuur in de bovenlucht die 's zomers en in de tropen hoger zal zijn dan 's winters. De wolken ontstaan in onstabiele lucht uit cumulus (stapelwolken) en kunnen zich geïsoleerd vormen, in groepen of langs een front. Een geïsoleerde vorm van een cumulonimbus zijn de in de zomer voorkomende popcornbuien.

## Formatie
Een cumulonimbus kan ontstaan bij aanwezigheid van de volgende drie ingrediënten:
1. Een hoge luchtvochtigheid;
2. Een massa van warme, onstabiele lucht;
3. Een bron van energie die de warme lucht snel omhoog stuwt.

Meestal vormen deze wolken zich langs een koufront, langs oceanen waar de zeewind energie levert aan de opstijgende lucht, of bij bergen waar de lucht omhoog geduwd wordt. Door de opstijgende warme lucht condenseert de waterdamp, waarbij condensatiewarmte vrijkomt. Door de opstijging koelen de waterdruppels verder af tot ijskristallen. Als de zwaartekracht de overhand krijgt, zullen deze kristallen vallen, waardoor er een neerwaartse beweging ontstaat, naast de nog steeds opstijgende warmere lucht. Juist deze sterke luchtbewegingen in verschillende richtingen zijn er de oorzaak van dat cumulonimbussen een gevaar voor de luchtvaart alsook voor windmolens vormen.

## Hot tower
Een hot tower (hete toren) is een tropische cumulonimbus die door de tropopause tot aan de stratosfeer reikt. In de tropen ligt de tropopause ten minste 15 km boven zeeniveau. De torens worden "heet" genoemd, omdat ze ontstaan door de grote hoeveelheid latente warmte die vrijkomt bij de condensatie en bevriezing van de waterdamp.
De hot tower hypothese werd in 1958 opgesteld door de Amerikaanse meteorologen Herbert Riehl (1915 – 1997) en Joanne Simpson (1923 – 2010, voorheen Joanne Malkus, meisjesnaam Joanne Gerould). Dit na hun gezamenlijke intensieve studie van de moist static energy profielen in de tropen. Een bijzonder hoge hot tower ontstond in augustus 1998 boven de orkaan Bonnie.

## Soorten
De cumulonimbuswolken zijn een geslacht uit de familie van verticaal ontwikkelde wolken en kunnen worden verdeeld in 2 wolkensoorten:
- Cumulonimbus calvus (Cb cal)
- Cumulonimbus capillatus (Cb cap)

## Ondersoorten en variëteiten
De cumulonimbuswolken kennen de volgende ondersoorten:
- Cumulonimbus praecipitatio
- Cumulonimbus virga
- Cumulonimbus pannus
- Cumulonimbus incus
- Cumulonimbus mammatus
- Cumulonimbus pileus
- Cumulonimbus velum
- Cumulonimbus arcus
- Cumulonimbus tuba